# Sierra Baguales
Sierra Baguales o Sierra de los Baguales es una cordillera en el extremo sur de los Andes. Sierra Baguales es una cadena montañosa en dirección este-oeste de unos 60 kilómetros, secundaria a la cadena principal de la cordillera de los Andes que se ubica más hacia al oeste. Se extiende a lo largo de la frontera entre Chile y Argentina cerca de las localidades de Puerto Natales y Río Turbio. En su tramo chileno, separa las cuencas de los ríos De las Chinas y Baguales.

## Geología
La cordillera contiene una serie de circos formado por glaciares. Muchos circos desarrollados en el Pleistoceno de glaciares aislados que existieron de manera separada de indlandsis presentes más hacia al oeste. Las rocas de Sierra Baguales pertenece a varias formaciones de la cuenca de Magallanes. Estas rocas contienen fósiles de plantas, mamíferos e invertebrados marinos.

### Estratigrafía
De arriba abajo, las siguientes formaciones conforman Sierra Baguales:
- Formación Santa Cruz, rocas sedimentarias que pertenecen a una sucesión no marina y que albergan muchos fósiles de vertebrados[4]
- Formación Estancia 25 de Mayo, sucesión de rocas sedimentarias que contienen fósiles que datan del Mioceno temprano. Los sedimentos fueron depositados en un ambiente marino.
- Formación La Cumbre, lámina de olivino con gabro.
- Formación Río Leona, sucesión de fósiles no marinos, algunos de los cual contienen fósiles de Nothofagus
- Formación Bandurrias, lámina de olivino con gabro
- Formación Loreto, rocas sedimentarias variadamente asignadas de entre el Eoceno tardío al Mioceno temprano. Contiene fósiles de dientes de tiburones.

En las pendientes orientales de Sierra Baguales han sido encontrados varios artefactos líticos. La ocupación humana de las laderas orientales comenzó a más tardar 4.500 años antes del presente.